# Tweekleurige papegaaivis
De tweekleurige papegaaivis (Cetoscarus bicolor) is een vissoort uit de familie papegaaivissen (Scaridae) van de orde baarsachtigen (Perciformes). Het is de enige soort uit het monotypische geslacht Cetoscarus.

## Kenmerken
Deze tot 80 cm lange, felgekleurde vissen hebben een langwerpig lichaam met een gebogen voorhoofd, een papegaaiachtige snavel en grote, tamelijk hooggeplaatste ogen. Jonge dieren verschillen behoorlijk in kleur van de oudere dieren. Jongen hebben een duidelijke wit met oranje dwarsband over het oog en een oranje rugvin. Later worden deze kleuren donkerder.

## Leefwijze
De herbivore vissen voeden zich voornamelijk met algen, die ze van de koraalriffen afschrapen. De stukjes koraalsteen die ze daarbij afbreken, wordt tot zand verpulverd en met de ontlasting uit het lichaam verwijderd. De mannetjes zijn territoriaal en vormen een harem. Grote exemplaren van vrouwtjes kunnen van geslacht veranderen tijdens de ontwikkeling.

## Verspreiding en leefgebied
De tweekleurige papegaaivis leeft in tropische wateren, op een diepte van 1 tot 30 meter en wordt gevonden van de Rode Zee, de Indische Oceaan en de Stille Oceaan tot in de Caribische Zee.

## Aquarium
Om zijn kleur wordt de vis wel gehouden als zoutwater-aquariumvis.